# Звезда спектрального класса A

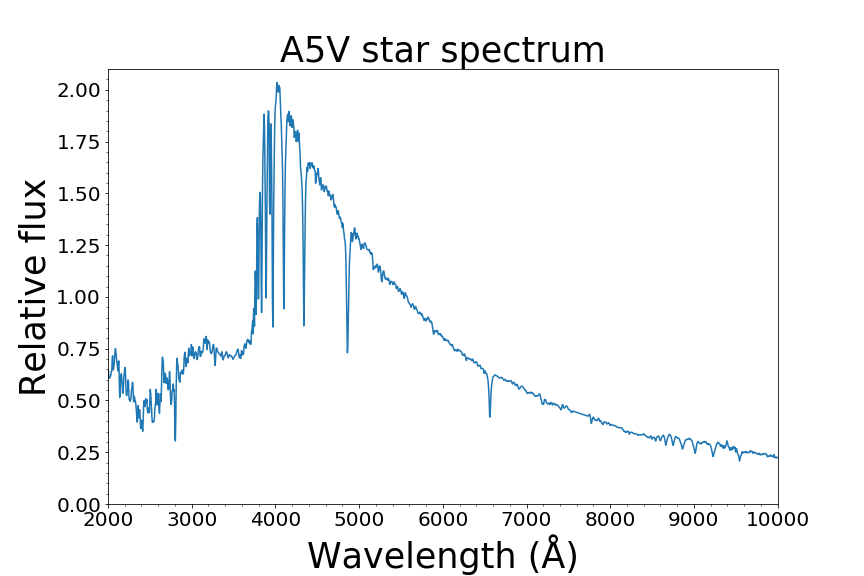
Спектр звезды класса A5V

Звёзды спектрального класса A имеют температуры поверхности от 7400 до 10000 K и белый цвет. Наиболее выражены в спектрах этих звёзд линии водорода, к поздним подклассам также усиливаются линии ионизованного кальция и нейтральных металлов.
Среди звёзд класса A часто встречаются химически пекулярные — более 30 % от всех звёзд этого класса. С физической точки зрения класс A довольно разнороден и включает в себя различные звёзды населения I и населения II.

## Характеристики
К спектральному классу A относятся звёзды с температурами 7400—10000 K. Цвет звёзд этого класса — белый, показатели цвета B−V близки к нулю.
В спектрах звёзд класса A очень сильны линии водорода, особенно это касается серии Бальмера, но в остальном спектры этих звёзд выглядят практически не имеющими особенностей. Другие линии гораздо слабее, и лишь в поздних подклассах усиливаются линии Ca II и некоторых нейтральных металлов. Линии нейтрального гелия отсутствуют у всех подклассов, кроме самого раннего — A0, в котором видны слабые линии этого элемента.

### Подклассы
Линии нейтрального водорода достигают максимума интенсивности в подклассе A2, а к более поздним подклассам становятся слабее. Линии нейтральных металлов, а также Ca II к поздним классам, напротив, усиливаются. Интенсивности линий некоторых металлов, а в ранних подклассах — и водорода, зависят также от светимости звезды, так что подкласс определяется в первую очередь по интенсивности фраунгоферовой линии K иона Ca II. В поздних подклассах для этого используют отношение интенсивностей линии K и бальмеровских линий водорода Hδ или Hε, кроме того, могут использоваться не изменяющиеся со светимостью, но зависящие от температуры линии Ca I, Fe I или Mn I. Однако классификацию может затруднять химическая пекулярность, которая часто встречается у звёзд класса A (см. ниже).

### Классы светимости
Абсолютные звёздные величины звёзд главной последовательности класса A5 составляют 2,1m, у гигантов того же класса ― 0,3m, у сверхгигантов ― ярче −4,8m (см. ниже).
Спектроскопически звёзды разных классов светимости различаются, в первую очередь, шириной линий водорода: на практике может исследоваться серия Бальмера или серия Пашена. Однако этот параметр применим в полной мере в не более поздних подклассах, чем A6: для более поздних подклассов ширины линий перестают различаться между тусклыми классами светимости, например, между карликами и субгигантами, а затем и между всеми подклассами. В тех случаях, когда определение класса светимости по линиям водорода невозможно, используют некоторые линии Fe II или Ti II. Эти линии наиболее сильно меняются со светимостью в спектральном классе F, тогда как в поздних подклассах A они не так чувствительны к светимости, что усложняет классификацию в этом диапазоне.
Звёзды главной последовательности ранних подклассов A заметно различаются в светимости и в ширине линий. Звёзды на главной последовательности нулевого возраста имеют заметно более широкие линии, чем остальные звёзды. Кроме того, на ширину линий и яркость звезды влияет вращение, которое может быть достаточно быстрым для звёзд класса A. По этим причинам для подклассов от B9 до A3 используется разделение класса светимости V на два подкласса: более яркий Va и более тусклый Vb. Иногда используют промежуточный подкласс Vab и класс Va+ между V и IV. Так, например, Вега из-за быстрого вращения имеет светимость на 0,7m бо́льшую, чем ожидается в среднем при её спектральном классе, и она относится к классу светимости Va.

### Дополнительные обозначения и особенности
Среди звёзд класса A часто встречаются химически пекулярные звёзды — более 30 % от всех звёзд этого класса. Так, например, звёзды с сильными линиями многих металлов, таких как цинк, стронций, цирконий или барий, называются Am-звёздами. Формальный критерий отношения звезды к этому классу состоит в том, чтобы класс звезды, определяемый по линиям металлов, был как минимум на 5 подклассов позже, чем определяемый по линиям кальция: например, Am-звезда может иметь подкласс A5 по линиям кальция, а линии металлов у неё такие же, как и в подклассе F2. Am-звёзды появляются из-за того, что металлы, избыток которых наблюдается в этих звёздах, сильнее выталкиваются на поверхность давлением света, при этом требуется малая скорость вращения звезды.
Класс Ap-звёзд также содержит звёзды, обогащённые металлами на поверхности. Однако в отличие от Am-звёзд, в Ap-звёздах наблюдается избыток отдельных элементов, а не практически всех металлов: так, в Ap-звёздах могут быть сильные линии Mn II, Eu II, Cr II, Sr II. Звёзды, имеющие спектральные классы B или F также могут проявлять сильный избыток элементов, но часто они все называются Ap-звёздами. Появление таких аномалий в химическом составе связано с магнитными полями звёзд.
Звёзды типа Лямбды Волопаса, напротив, бедны тяжёлыми элементами, но относятся к населению I — в частности, содержание углерода, азота и кислорода у них сравнимо с солнечным. Причины появления таких звёзд неизвестны.
Звёзды, в спектрах которых наблюдаются эмиссионные линии, называются Ae-звёздами. Наличие эмиссионных линий вызвано оболочкой из разогретого вещества вокруг звезды, обычно наблюдается эмиссия водорода. Внутри этого типа выделяются звёзды Хербига (Ae/Be) — это звёзды до главной последовательности, находящиеся в туманности, в которой и сформировались.

### Физические характеристики

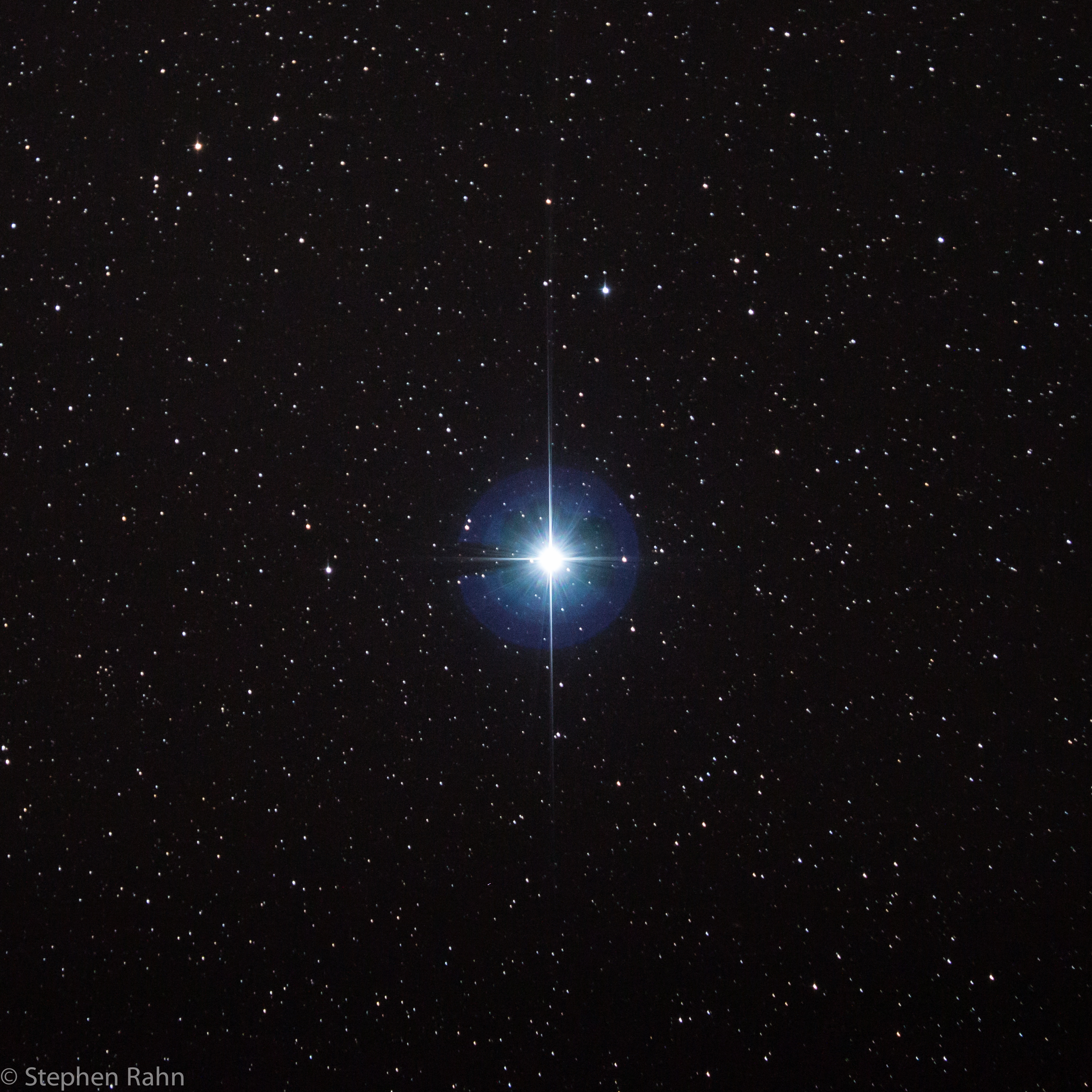
Вега — звезда класса A

Спектральный класс A является достаточно разнородным с точки зрения физических параметров звёзд. Например, звёзды главной последовательности класса A имеют массы 1,5—3 M⊙, светимости в диапазоне приблизительно 7—80 L⊙ и живут не более 2 миллиардов лет. Они относятся к населению I и среди них встречаются переменные типа Дельты Щита. Более массивные звёзды могут становиться гигантами и сверхгигантами класса A.
Более старые, бедные металлами звёзды населения II также представлены в спектральном классе A. В первую очередь это достаточно горячие звёзды горизонтальной ветви, в ядрах которых происходит горение гелия, в том числе переменные типа RR Лиры. Они попадают в классы светимости гигантов и субгигантов. Звёзды, сошедшие с асимптотической ветви гигантов и превращающиеся в планетарные туманности, кратковременно оказываются в классе A, в классе светимости сверхгигантов, хотя являются значительно менее массивными, чем сверхгиганты населения I.
Звёзды класса A малочисленны — их лишь 0,6 % от общего числа звёзд Млечного Пути, но вследствие высокой яркости их доля среди наблюдаемых звёзд существенно больше. Например, в каталоге Генри Дрейпера, включающем в себя звёзды с видимой звёздной величиной до 8,5m, около 22 % звёзд относятся к классу A.
| Спектральный класс | Абсолютная звёздная величина, m | Абсолютная звёздная величина, m | Абсолютная звёздная величина, m | Температура, K | Температура, K | Температура, K |
| Спектральный класс | V                               | III                             | I                               | V              | III            | I              |
| ------------------ | ------------------------------- | ------------------------------- | ------------------------------- | -------------- | -------------- | -------------- |
| A0                 | 1,4                             | −0,8                            | −5,2…−7,1                       | 9800           | 10000          | 9900           |
| A1                 | 1,6                             | −0,4                            | −5,1…−7,3                       | 9500           | 9500           |                |
| A2                 | 1,9                             | −0,2                            | −5,0…−7,5                       | 8900           | 9000           | 9000           |
| A3                 | 2,0                             | 0,0                             | −4,8…−7,6                       | 8520           | 8500           | 8400           |
| A5                 | 2,1                             | 0,3                             | −4,8…−7,7                       | 8150           | 8000           | 8100           |
| A7                 | 2,3                             | 0,5                             | −4,8…−8,0                       | 7830           | 7750           | 7800           |
| A9                 | 2,5                             | 0,6                             | −4,8…−8,3                       | 7380           | 7450           |                |

## Примеры
К звёздам главной последовательности класса A относятся, например, Вега (A0Va) и Денебола (A3Va). Пример гиганта этого класса — Тубан (A0III), сверхгиганта — Эта Льва (A0Ib). Сириус — ярчайшая звезда ночного неба с видимой звёздной величиной −1,46m, относится к классу A. Сириус также является ближайшей к Земле звездой этого класса: расстояние до него составляет 2,6 парсека (8,6 световых лет).
| Спектральный класс | Класс светимости | Класс светимости | Класс светимости |
| Спектральный класс | V                | III              | I                |
| ------------------ | ---------------- | ---------------- | ---------------- |
| A0                 | Вега             | Тубан            | Эта Льва         |
| A1                 | 48 Кита          | HR 2925          |                  |
| A2                 | HR 4023          | HR 2751          | Денеб            |
| A3                 | Фомальгаут       | HR 3514          |                  |
| A5                 | HD 23194         |                  |                  |
| A7                 | 2 Южной Гидры    | Тета² Тельца     |                  |
| A9                 | 44 Кита          | Гамма Геркулеса  |                  |

## История изучения
Спектральный класс A, как и другие классы, в близком к современному виде появился в работе Вильямины Флеминг к 1890 году. Он был первым в последовательности как класс с самыми сильными линиями водорода. После этого в 1901 году Энни Кэннон доработала систему классификации, расставив классы в порядке понижения температуры звёзд, и класс A перестал быть первым в последовательности.
Первоначально класс A определялся по отсутствию в спектрах звёзд этого класса линий He I, которые наблюдались у звёзд класса B. Однако в дальнейшем, благодаря использованию более совершенных приборов, были обнаружены слабые линии He I в спектрах звёзд подкласса A0, поэтому такой критерий перестал быть точным.

### Комментарии
1. ↑  Римская цифра после обозначения элемента означает его степень ионизации. I — нейтральный атом, II — однократно ионизованный элемент, III — дважды ионизованный, и так далее.
2. ↑  Более ранние и более поздние подклассы включают в себя звёзды, соответственно, более высокой и более низкой температуры. Чем больше число, обозначающее подкласс, тем он позднее.